# مقاطعة كارول (أركنساس)
مقاطعة كارول (بالإنجليزية: Carroll County)‏ هي إحدى مقاطعات ولاية أركنساس في الولايات المتحدة الأمريكية.